# Valfonda de Santa Ana
Valfonda de Santa Ana es una localidad perteneciente al municipio de Torres de Barbués, en la provincia de Huesca, comunidad autónoma de Aragón, España. En 2018 contaba con 215 habitantes.

## Historia
Es un pueblo de colonización construido durante la dictadura franquista. Proyectado por el Instituto Nacional de Colonización, fue diseñado por el arquitecto zaragozano José Borobio,  y fue inaugurado oficialmente en 1957.